# Barajuén
Barajuén (en euskera y oficialmente Barajuen) es una anteiglesia del municipio de Aramayona, en la provincia de Álava. 

## Historia
Hacia mediados del siglo XIX, el lugar, ya por entonces perteneciente a Aramayona, tenía contabilizada una población de 108 habitantes. Aparece descrito en el tercer volumen del Diccionario geográfico-estadístico-histórico de España y sus posesiones de Ultramar de Pascual Madoz con las siguientes palabras:

BARAJUEN: l. ó anteigl. en la prov. de Alava, part. jud. de Vitoria (5), dióc. de Calahorra (22), y ayunt. de Aramayona (1/2): sit. en un llano elevado, con buen clima; reune sobre 20 casas, formando una sola pobl., y cerca de ella se conocen vestigios de 1 cast. ó casa fuerte ant., que se cree de los ascendientes del marqués de Mortara. La igl. parr. (Asuncion de Ntra. Sra.) esta servida por 1 cura y beneficiado con título perpetuo de presentacion del ordinario. El térm. se halla enclavado en el valle de Aramayona del cual se presume sea la primitiva pobl. El terreno, como se ha dicho, es feraz y no carece de arbolado: los caminos son locales muy medianos, y el correo lo recibe por Ibarra, cap. del ayunt.; prod.: trigo, maiz, centeno, avena, buenas legumbres, lino, castañas, manzansa, ciruelas y nueces: cria ganado, con especialidad vacuno, y no escasea la caza; pobl.: 20 vec., 108 alm.; riqueza y contr.: (V. Alava intendencia.).
(Madoz, 1846, p. 374)

En 2022, tenía empadronados 77 habitantes.

### Torre de Barajuen
En el punto más alto de Barajuen, conocido como Torralde, se elevó la casa-torre o turrión desde la que el Señor de Aramayona dominó el valle y controló sus ferrerías desde al menos el siglo XIV.
Escenario de numerosos y sangrientos episodios de las guerras de bandos, que quedaron reflejados en cantares medievales en euskera como el Cantar de Aramayona de 1443, la torre de Barajuen destacó por ser el castillo de Juan Alonso de Mújica, señor de Aramayona, hijo de Gómez González de Butrón y Múgica, y cabeza del bando oñacino a finales del siglo XV. En dicho período se sucedieron las querellas y denuncias de los habitantes del valle por las quemas, asesinatos, violaciones y otros abusos que cometía su señor, Juan Alonso de Mújica.
Finalmente los Reyes Católicos intervinieron para hacer posible la incorporación del valle de Aramayona a la Hermandad de Álava en 1489 y la reducción de los privilegios de los parientes mayores, conocidos como jauntxos.

### La encina de Barajuen
La encina en el exterior de la iglesia de la Asunción recuerda el árbol bajo el cual se hacían las juntas del valle de Aramayona.

## Demografía
| Gráfica de evolución demográfica de Barajuén entre 2000 y 2017 |
|                                                                |
| Población de derecho según los censos de población del INE.    |

## Patrimonio

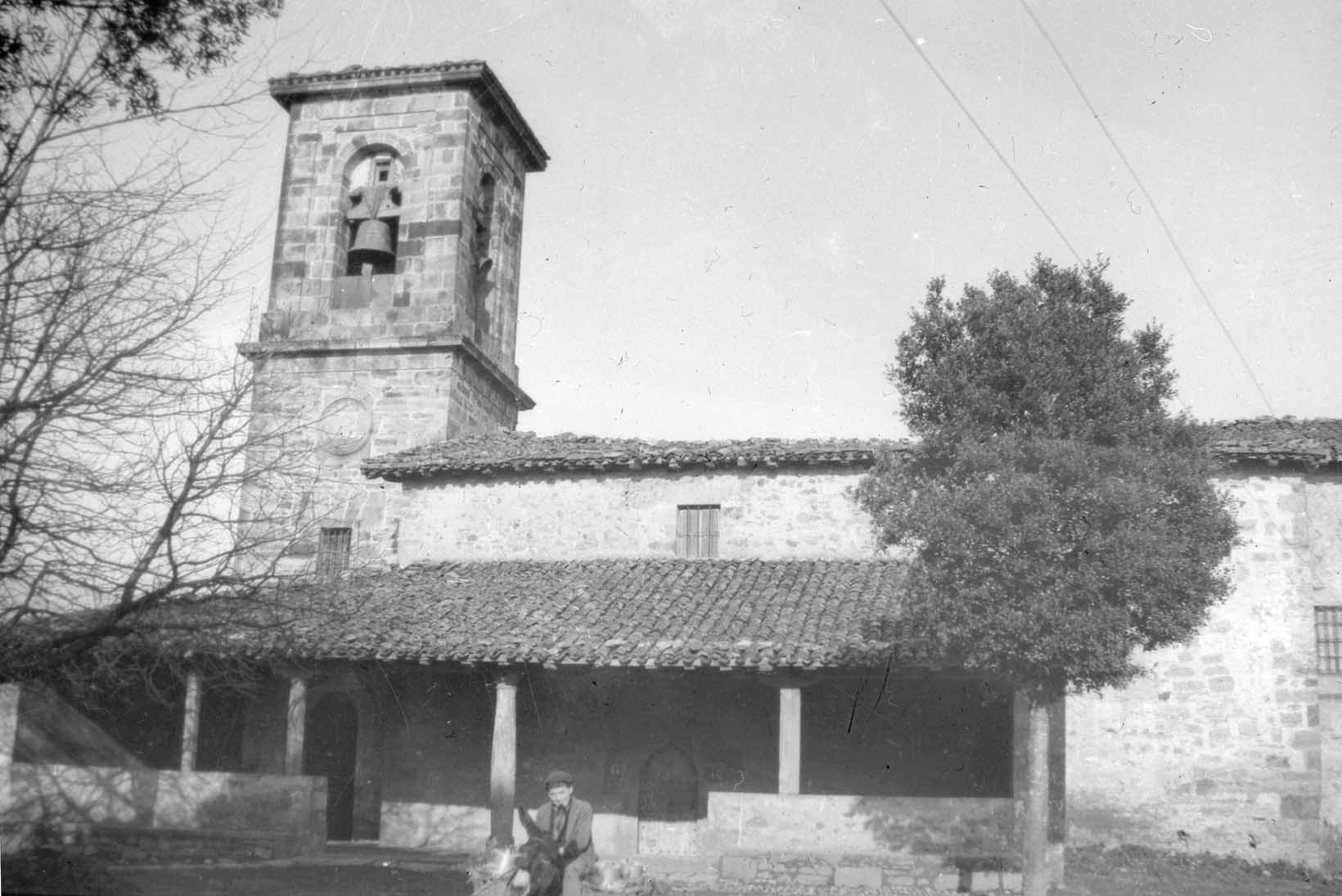
Vista de la iglesia de la Asunción de Nuestra Señora

Hay en el lugar una iglesia de la Asunción de Nuestra Señora.